# 王甫 (1907年)
王甫（1907年2月5日—2006年9月30日），男，山东牟平人，中华人民共和国政治人物，曾任中华人民共和国最高人民检察院副检察长，第五届全国政协委员。